# R.I.P. (песня)
«R.I.P» — песня британской певицы Риты Ора, записанная совместно с Tinie Tempah из её дебютного альбома ORA.Песня была выпущена первым синглом в Великобритании и вторым из альбома

## О Песне
Изначально песня писалась рэпером Дрейком в со авторстве с Farhad Samadzada, Mikkel S. Eriksen, Tor Erik Hermansen, Nneka Egbuna, Renee Wisdom, Saul Milton, William Kennard для пятого студийного альбома Loud барбадосской певицы Рианны. Рита сказала, что когда она услышала демо-версию песни, она сразу влюбилась в неё. Продюсерами песни выступили Stargate и Chase & Status. Она появилась в Ирландии для цифровой загрузки. Лирика песни повествует о девушке, которая говорит своему парню, что она лучше всех его предыдущих девушек. Многие критики сравнивали песню с некоторыми работами певицы Рианны.

## Видеоклип
Съемки клипа прошли в Ист-Лондоне. Видео было загружено на канал VEVO 4 апреля 2012 года. Режиссёром клипа выступил Emil Nava. 2 апреля Рита выпустила 36 секундный трейлер к клипу. Также Рита выпустила видео со съемок клипа.

## Список композиций
- Digital download

1. «R.I.P.» — 3:49
2. «R.I.P.» (Gregor Salto Remix) — 6:24
3. «R.I.P.» (Seamus Haji Remix) — 7:10
4. «R.I.P.» (Delta Heavy Dubstep Remix) — 4:16

- Promotional CD single

1. «R.I.P.» — 3:49
2. «R.I.P.» (Instrumental) — 3:49
3. «R.I.P.» (Delta Heavy Dubstep Remix) — 4:16
4. «R.I.P.» (Gregor Salto Remix) — 6:24
5. «R.I.P.» (Seamus Haji Remix) — 7:10

## Чарт
| Чарт (2012)                                   | Высшая позиция |
| --------------------------------------------- | -------------- |
| Австралия (ARIA)                              | 10             |
| Австрия (Ö3 Austria Top 40)                   | 51             |
| Бельгия/Фландрия (Ultratop 50)                | 44             |
| Чехия (Rádio — Top 100)                       | 51             |
| Дания (Tracklisten)                           | 26             |
| Euro Digital Songs (Billboard)                | 4              |
| Германия (GfK)                                | 36             |
| Ирландия (IRMA)                               | 11             |
| Нидерланды (Single Top 100)                   | 89             |
| Новая Зеландия (Recorded Music NZ)            | 28             |
| Шотландия (OCC Scotland)                      | 1              |
| Словакия (Rádio — Top 100)                    | 64             |
| Швейцария (Schweizer Hitparade)               | 46             |
| Великобритания (OCC UK Singles)               | 1              |
| US Bubbling Under Hot 100 Singles (Billboard) | 3              |
| US Hot Dance Club Songs (Billboard)           | 1              |
| US Mainstream Top 40 (Billboard)              | 28             |
| US Rhythmic (Billboard)                       | 19             |

| Чарт (2012)                          | Позиция |
| ------------------------------------ | ------- |
| UK Singles (Official Charts Company) | 28      |